# Désolation (téléfilm)
Pour les articles homonymes, voir Désolation.
Désolation (Desperation) est un téléfilm américain réalisé en 2005 et diffusé en 2006, de Mick Garris, adapté du roman Désolation de Stephen King.

## Synopsis
Alors qu'ils voyagent dans le Nevada, Peter et Mary sont arrêtés sans raison apparente par un shérif menaçant. Ils se retrouvent rapidement derrière les barreaux à Désolation, une petite ville sordide et désertée par ses habitants. En prison, ils rejoignent plusieurs personnes qui se sont retrouvées piégées comme eux. Les intentions du shérif se révèlent pour le moins inquiétantes…

## Fiche technique
- Titre : Désolation
- Titre original : Desperation
- Réalisateur : Mick Garris
- Scénario : Stephen King d'après son livre du même nom : Désolation
- Musique : Nicholas Pike
- Pays de production :  États-Unis
- Langue originale : anglais américain
- Format : Couleur
- Durée : 131 min
- Genre : horreur, Fantastique
- Dates de premières diffusions :
  - États-Unis : 23 mai 2006 sur ABC
  - France : 19 décembre 2012 sur Jimmy
- Classification :
  - France : interdit aux moins de 12 ans

## Distribution
- Ron Perlman (VF : Marc Alfos) : Collie Entragian
- Tom Skerritt (VF : Bernard Tiphaine) : John Edward Marinville
- Steven Weber (VF : Thierry Ragueneau) : Steve Ames
- Annabeth Gish (VF : Véronique Augereau) : Mary Jackson
- Shane Haboucha : David Carver
- Charles Durning (VF : Roger Carel) : Tom Billingsley
- Matt Frewer (VF : Guy Chapellier) : Ralph Carver
- Henry Thomas (VF : Damien Boisseau) : Peter Jackson
- Kelly Overton (VF : Ninou Fratellini) : Cynthia Smith
- Sylva Kelegian (VF : Martine Irzenski) : Ellie Carver
- Sammi Hanratty : Pie Carver
- Ewan Chung : Shih

## Accueil critique
Julien Sévéon, de Mad Movies, estime que le principal intérêt du téléfilm est l'interprétation de Ron Perlman et que le rythme de l'histoire est « un peu plus efficace » que celui du roman mais que le personnage de David Carver « atteint à l'écran un degré de manichéisme confondant de niaiserie ». Pour L'Écran fantastique, le téléfilm offre « un suspense très efficace » et restitue les « aspects les plus sanglants et les plus morbides du récit » mais « sombre régulièrement dans les bons sentiments » avec une bondieuserie parfois à la limite du supportable.